# Šarun
Šarun (lat. Trachurus trachurus), drugih naziva sarun, srun, šnjur, širun, ponekad i šarun blatar, riba je koja spada u porodicu bitnica (Carangidae). Ovo je jedna od tri vrste šaruna u Jadranu, ujedno je i najrasprostranjeniji. 

## Opis
Ima izduženo tijelo, bočno blago spljošteno.  Naraste do 70.0 cm duljine i do 2 kg težine. Glava mu je blago izdužena s izduženom donjom čeljusti. Oči su mu velike, a unutar usta ima sitne zube koji se mogu naći na čeljustima, jeziku i nepcu. Ima tamniju bočnu prugu i dugačke prsne peraje. Repna peraja je izrazito račvasta. Bočno od repa ima nazubljen i tvrd dio, specifičan za svoju vrstu. Modrozelene je boje koja prema trbuhu prelazi u bijelosrebrnkastu. Na vrhu stražnjeg oboda škržnog poklopca ima crnu mrlju.

## Stanište,  prehrana, razmnožavanje
Može ga se naći od unutrašnjih kanala do dubina od 1000 metara, premda najčešće na dubinama do 200 m.Vrstan je grabežljivac, hrani se manjom ribom, školjkašima, rakovima, glavonošcima. Mrijesti se od studenog do svibnja, najintenzivnije u travnju i svibnju. Prva spolna zrelost nastupa pri dužini 15-18 cm, odnosno potkraj prve godine života.

## Rasprostranjenost
Ova vrsta živi na obalama istočnog Atlantika, od Norveške, pa do Južne Afrike, te obalom Afrike u Indijskom oceanu sve do Mozambika. Prisutan je na cijelom Mediteranu, Mramornom i Crnom moru.

## Vanjske poveznice
|  | Zajednički poslužitelj ima još gradiva o temi Šarun |
|  | Wikivrste imaju podatke o taksonu Šarun             |